# Меган Люкан
Меган Люкан (англ. Megan Lukan, нар. 14 лютого 1992) — канадська регбістка, бронзова призерка Олімпійських ігор 2016 року.

## Виступи на Олімпіадах
| Олімпіада           | Дисципліна | Місце |
| ------------------- | ---------- | ----- |
| Ріо-де-Жанейро 2016 | регбі-7    | 3     |

## Зовнішні посилання
- Меган Люкан — олімпійська статистика на сайті Sports-Reference.com (англ.) (архівна версія)

1. ↑  http://greenbayphoenix.com/roster.aspx?rp_id=1941
2. 1 2  http://greenbayphoenix.com/documents/2017/9/9/WBB_Record_Book.pdf